# Бетюн (Колорадо)
Бетюн (англ. Bethune) — місто (англ. town) в США, в окрузі Кіт-Карсон штату Колорадо. Населення — 183 особи (2020).

## Географія
Бетюн розташований за координатами 39°18′14″ пн. ш. 102°25′24″ зх. д. / 39.30389° пн. ш. 102.42333° зх. д. (39.303822, -102.423414).  За даними Бюро перепису населення США в 2010 році місто мало площу 0,42 км², уся площа — суходіл.

## Демографія
Згідно з переписом 2010 року, у місті мешкало 237 осіб у 78 домогосподарствах у складі 64 родин. Густота населення становила 565 осіб/км².  Було 84 помешкання (200/км²).
Расовий склад населення:
| - 82,3 % — білих - 0,8 % — корінних американців - 0,4 % — чорних або афроамериканців - 14,8 % — осіб інших рас |

До двох чи більше рас належало 1,7 %. Частка іспаномовних становила 36,7 % від усіх жителів.
За віковим діапазоном населення розподілялося таким чином: 34,2 % — особи молодші 18 років, 51,0 % — особи у віці 18—64 років, 14,8 % — особи у віці 65 років та старші. Медіана віку мешканця становила 33,8 року. На 100 осіб жіночої статі у місті припадало 102,6 чоловіків;  на 100 жінок у віці від 18 років та старших — 105,3 чоловіків також старших 18 років.
Середній дохід на одне домашнє господарство  становив 42 094 долари США (медіана — 37 500), а середній дохід на одну сім'ю — 48 248 доларів (медіана — 50 625). Медіана доходів становила 32 031 долар для чоловіків та 15 833 долари для жінок. За межею бідності перебувало 19,9 % осіб, у тому числі 32,7 % дітей у віці до 18 років та 23,4 % осіб у віці 65 років та старших.
Цивільне працевлаштоване населення становило 137 осіб. Основні галузі зайнятості: освіта, охорона здоров'я та соціальна допомога — 28,5 %, сільське господарство, лісництво, риболовля — 26,3 %, роздрібна торгівля — 10,2 %, транспорт — 8,0 %.